# Shisō, Hyōgo
Shisō (宍粟市 Shisō-shi) là thành phố thuộc tỉnh Hyōgo, Nhật Bản. Tính đến ngày 1 tháng 10 năm 2020, dân số ước tính thị trấn là 34.819 người và mật độ dân số là 53 người/km2. Tổng diện tích thị trấn là 658,54 km2.

## Địa lý

### Đô thị lân cận
- Tỉnh Hyōgo
  - Asago
  - Himeji
  - Kamikawa
  - Sayō
  - Tatsuno
  - Yabu
- Tỉnh Okayama
  - Nishiawakura
- Tỉnh Tottori
  - Wakasa

### Khí hậu
| Dữ liệu khí hậu của Shisō, Hyōgo         | Dữ liệu khí hậu của Shisō, Hyōgo | Dữ liệu khí hậu của Shisō, Hyōgo | Dữ liệu khí hậu của Shisō, Hyōgo | Dữ liệu khí hậu của Shisō, Hyōgo | Dữ liệu khí hậu của Shisō, Hyōgo | Dữ liệu khí hậu của Shisō, Hyōgo | Dữ liệu khí hậu của Shisō, Hyōgo | Dữ liệu khí hậu của Shisō, Hyōgo | Dữ liệu khí hậu của Shisō, Hyōgo | Dữ liệu khí hậu của Shisō, Hyōgo | Dữ liệu khí hậu của Shisō, Hyōgo | Dữ liệu khí hậu của Shisō, Hyōgo | Dữ liệu khí hậu của Shisō, Hyōgo |
| Tháng                                    | 1                                | 2                                | 3                                | 4                                | 5                                | 6                                | 7                                | 8                                | 9                                | 10                               | 11                               | 12                               | Năm                              |
| ---------------------------------------- | -------------------------------- | -------------------------------- | -------------------------------- | -------------------------------- | -------------------------------- | -------------------------------- | -------------------------------- | -------------------------------- | -------------------------------- | -------------------------------- | -------------------------------- | -------------------------------- | -------------------------------- |
| Cao kỉ lục °C (°F)                       | 18.1 (64.6)                      | 20.7 (69.3)                      | 24.5 (76.1)                      | 29.5 (85.1)                      | 32.6 (90.7)                      | 35.2 (95.4)                      | 38.0 (100.4)                     | 38.5 (101.3)                     | 35.7 (96.3)                      | 30.9 (87.6)                      | 25.4 (77.7)                      | 20.9 (69.6)                      | 38.5 (101.3)                     |
| Trung bình ngày tối đa °C (°F)           | 7.4 (45.3)                       | 8.6 (47.5)                       | 12.8 (55.0)                      | 18.9 (66.0)                      | 23.7 (74.7)                      | 26.5 (79.7)                      | 30.0 (86.0)                      | 31.8 (89.2)                      | 27.5 (81.5)                      | 21.9 (71.4)                      | 15.9 (60.6)                      | 10.0 (50.0)                      | 19.6 (67.2)                      |
| Trung bình ngày °C (°F)                  | 2.4 (36.3)                       | 3.1 (37.6)                       | 6.6 (43.9)                       | 12.1 (53.8)                      | 17.1 (62.8)                      | 21.0 (69.8)                      | 24.9 (76.8)                      | 25.8 (78.4)                      | 21.9 (71.4)                      | 15.9 (60.6)                      | 9.9 (49.8)                       | 4.7 (40.5)                       | 13.8 (56.8)                      |
| Tối thiểu trung bình ngày °C (°F)        | −1.1 (30.0)                      | −0.9 (30.4)                      | 1.5 (34.7)                       | 6.1 (43.0)                       | 11.4 (52.5)                      | 16.6 (61.9)                      | 21.3 (70.3)                      | 22.0 (71.6)                      | 18.0 (64.4)                      | 11.5 (52.7)                      | 5.5 (41.9)                       | 0.9 (33.6)                       | 9.4 (48.9)                       |
| Thấp kỉ lục °C (°F)                      | −8.6 (16.5)                      | −11.7 (10.9)                     | −6.6 (20.1)                      | −2.9 (26.8)                      | 0.5 (32.9)                       | 6.7 (44.1)                       | 13.6 (56.5)                      | 14.0 (57.2)                      | 6.4 (43.5)                       | 0.7 (33.3)                       | −2.5 (27.5)                      | −7.6 (18.3)                      | −11.7 (10.9)                     |
| Lượng Giáng thủy trung bình mm (inches)  | 72.9 (2.87)                      | 80.2 (3.16)                      | 132.9 (5.23)                     | 136.6 (5.38)                     | 181.3 (7.14)                     | 215.4 (8.48)                     | 283.0 (11.14)                    | 190.4 (7.50)                     | 230.1 (9.06)                     | 133.5 (5.26)                     | 76.8 (3.02)                      | 77.8 (3.06)                      | 1.805,4 (71.08)                  |
| Số ngày giáng thủy trung bình (≥ 1.0 mm) | 10.2                             | 10.6                             | 11.7                             | 10.4                             | 10.7                             | 12.6                             | 13.0                             | 10.5                             | 10.6                             | 8.2                              | 7.8                              | 9.7                              | 126                              |
| Số giờ nắng trung bình tháng             | 99.1                             | 104.7                            | 150.8                            | 186.3                            | 201.2                            | 145.7                            | 150.1                            | 185.5                            | 138.8                            | 151.1                            | 128.0                            | 113.2                            | 1.755,6                          |
| Nguồn: Cục Khí tượng Nhật Bản            |                                  |                                  |                                  |                                  |                                  |                                  |                                  |                                  |                                  |                                  |                                  |                                  |                                  |